# عمر بن بندار التفليسي
أبو الفتح عمر بن بندار بن عمر بن علي بن محمد التفليسي الشافعي أحد العلماء المشهورين. ولد بتفليس عاصمة جورجيا حالياً، سنة إحدى أو اثنتين وستمائة تقريباً (602هـ)، وتفقه وبرع في المذهب الشافعي والأصلين، ودرّس وأفتى. وسمع الحديث من: أبي المنجى بن اللتي، وجالس أبا عمرو بن الصلاح واستفاد منه. ثم ولي القضاء بدمشق نيابة، فلما تملكت التتار الشام، جاءه التقليد من هولاكو بقضاء الشام استقلالاً، والجزيرة والموصل، فباشر وذب عن المسلمين، وأحسن إليهم بكل ممكن، وكان نافذ الكلمة عند التتار لا يخالفونه، فحصل للمسلمين به خير كثير من حقن كثير من الدماء، وكف أيد ظالمة عن الأموال وغير ذلك، ومع ذلك لما زالت التتار كذب عليه وافتري عليه أشياء برأه الله منها، وكان غاية مقالة أعدائه فيه أن سافر إلى الديار المصرية وتركهم، وأفاد الناس هناك. وكان ابن الزكي قد سافر إلى هولاكو، وجاء بقضاء الشام، وتوجه كمال الدين إلى قضاء حلب وأعمالها، ثم بعد توجه التتار ألزم بالسفر إلى الديار المصرية، فأقام بها إلى أن توفي ليلة رابع عشر ربيع الأول، سنة اثنتين وسبعين وستمائة (672) بالقاهرة.
وهو أحد شيوخ الإمام النووي في أصول الفقه. يقول ابن العطار عن شيخه النووي: «قرأ (يعني علم الأصول) على جماعة، أشهرهم وأجلهم العلامة القاضي أبو الفتح عمر بن بندار بن عمر بن علي بن محمد التفليسي الشافعي رحمه الله، قرأ عليه المنتخب للإمام فخر الدين الرازي، وقطعة من كتاب المستصفى للغزالي، وقرأ غيرهما من الكتب على غيره».